# Лопуховка (село, Аткарский район)
Лопуховка — село в Аткарском районе Саратовской области России. Село входит в состав Озёрного сельского поселения.

## География
Село находится в пойме реки Медведица в устье Иткарки в южной части Аткарского района Саратовской области в 25 километрах от Аткарска (по автомобильной дороге — 46 км.), в 80 километрах от Саратова (по автомобильной дороге 116 км.), и в 6 километрах от села Озёрное. Координаты: +51°40’41", +44°51’13"

Высота над уровнем моря 144 метра.

## Название
Изначально село называлось Лапуховка предположительно по фамилии первопоселенцев. Второе название — Никольское было дано по престолу местного храма. В советские годы Букву «а» в названии заменили на «о».

## История
Село Лопуховка основано в 1750 году. С 1801 года село принадлежало дворянскому роду Юрьевичей. Количество жителей села составляло более 1000 человек. Последним владельцем села был помещик Александр Семенович Юрьевич.
В 1859 году число жителей составляло 746 человек (345 мужчин и 401 женщина), насчитывалось 115 дворов, в 1910 году (в соответствии с данными переписи населения) — 1006 человек, 166 дворов.
В селе располагался фельдшерский пункт, функционировала земская школа. Также в Лопуховке находилась водяная мельница Т. Л. Божедомова и поташный завод братьев Батыгиных.
В составе Аткарского уезда Саратовской губернии Лапуховка являлась волостным центром.
18 августа 1919 года возле Лопуховки в бою с красными погиб легендарный герой Первой мировой войны — хорунжий 17-го Донского Назаровского конного полка Козьма Крючков.

## Население
| 2002 | 2010 |
| ---- | ---- |
| 100  | ↘53  |

## Достопримечательности

### Склеп А. С. Юрьевича

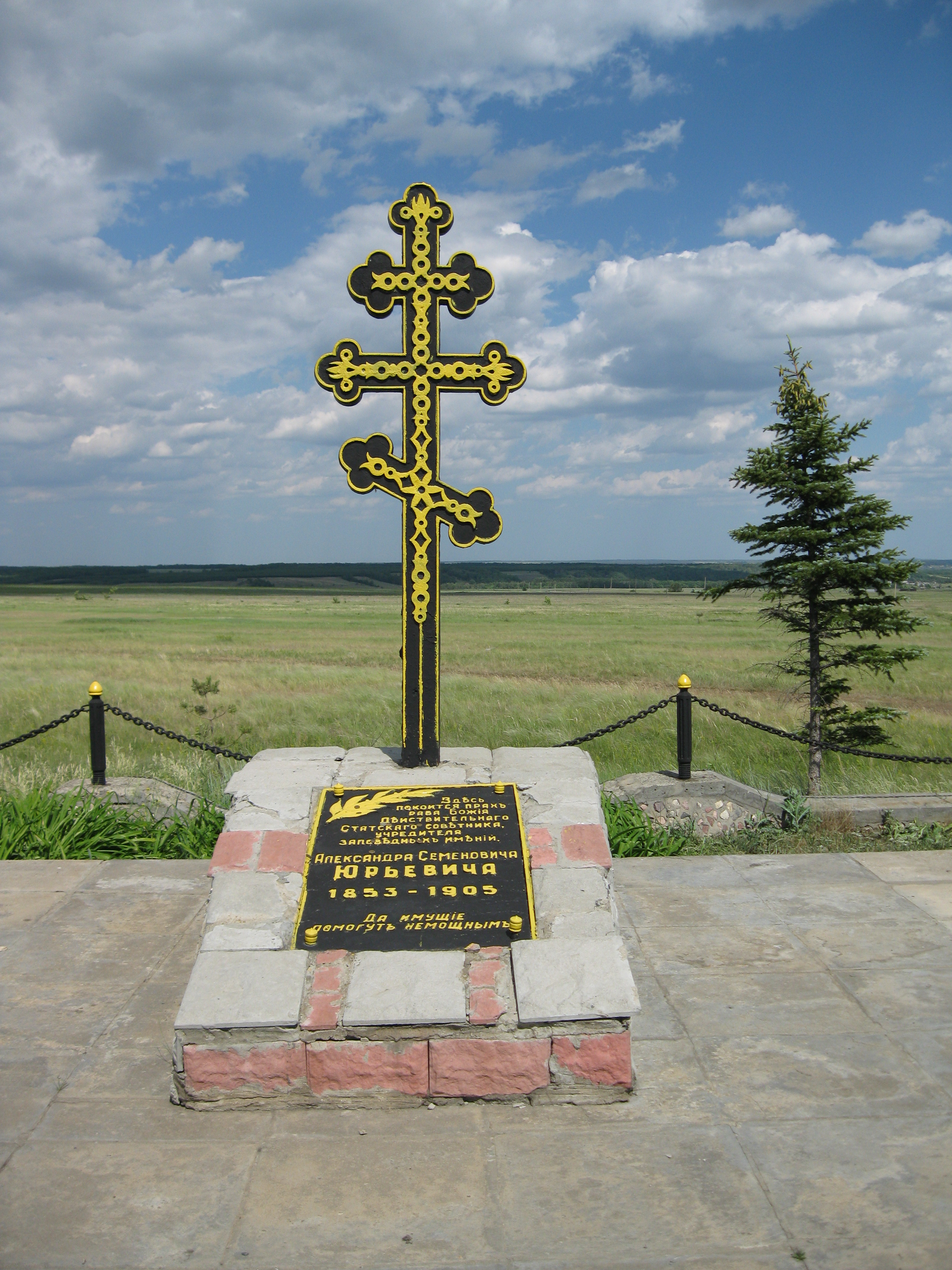
Склеп А. С. Юрьевича

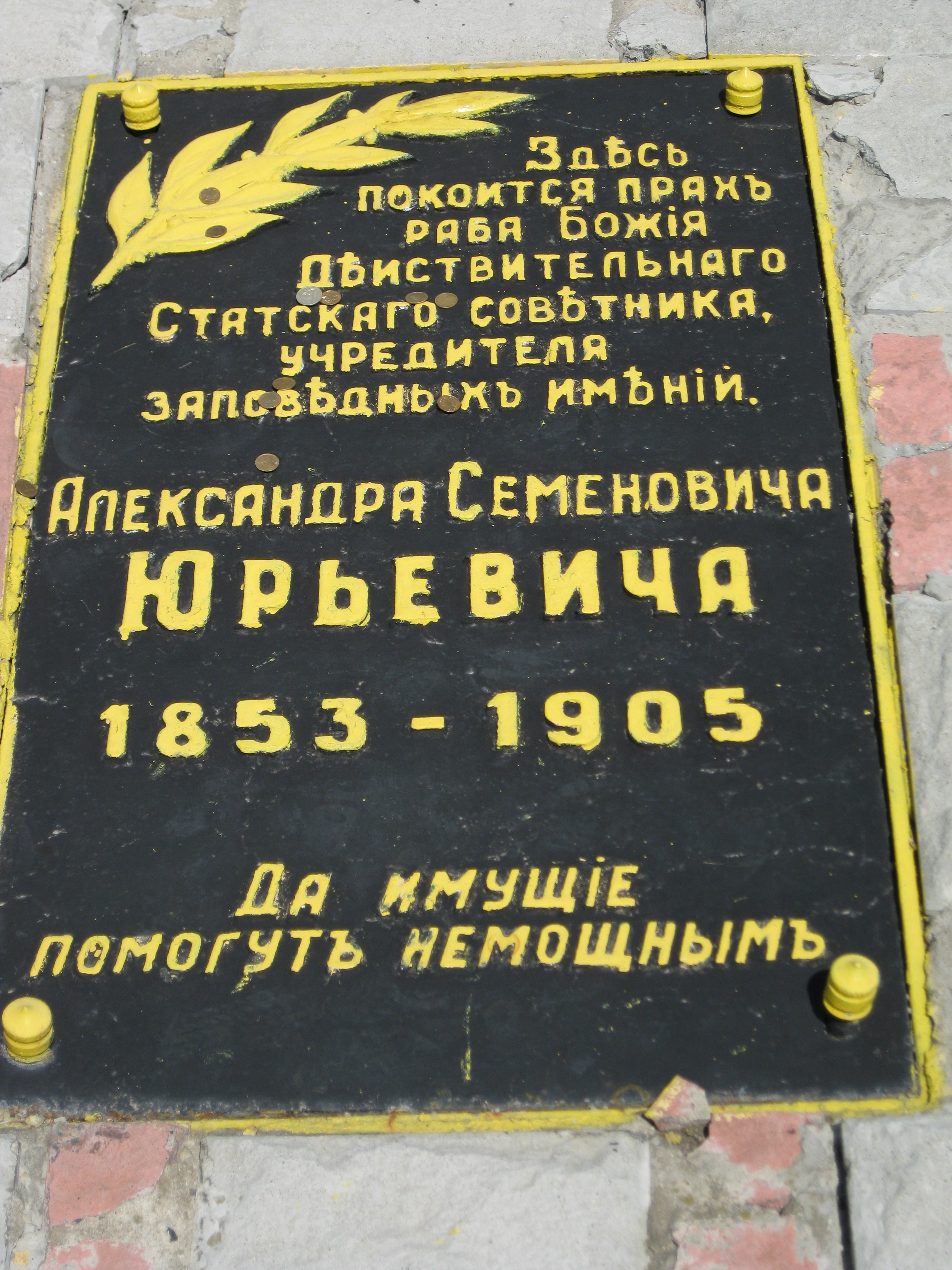
Надгробие

В 3 километрах от села Старая Лопуховка находится склеп помещика Александра Семеновича Юрьевича, бывшего владельца окрестных земель (сына генерал-адъютанта Семёна Алексеевича Юрьевича).
А. С. Юрьевич завещал после смерти похоронить себя на самом высоком месте, чтобы можно было обозревать оттуда все деревни, которые находились у него во владении.
Надпись на могильной плите гласит: «Здесь покоится прах раба Божия действительного статского советника, учредителя заповедных имений Александра Семеновича Юрьевича. Да имущие помогут немощным». Захоронение находится на холме в чистом поле.
Рядом со Склепом находится беседка, а также посажен клен, который виден из близлежащих деревень. Склеп регулярно посещается местными жителями и гостями близлежащих сел. В последнее время стало традицией молодоженов посещение данной достопримечательности.

### Парк заповедник
Также А. С. Юрьевич создал на реке Медведице парк-заповедник редких деревьев, часть которого сохранена.

### Памятники природы
В непосредственной близости от склепа А. С. Юрьевича в 2 км к западу от с. Лопуховка расположен участок ковыльной степи площадью 122,9 га, являющийся памятником природы. Имеется табличка с описанием данного участка, установленная комитетом охраны окружающей среды и природопользования Саратовской области.
Близ села Лопуховка расположен заказник «Затон», являющийся памятником природы регионального значения.

### Церковь

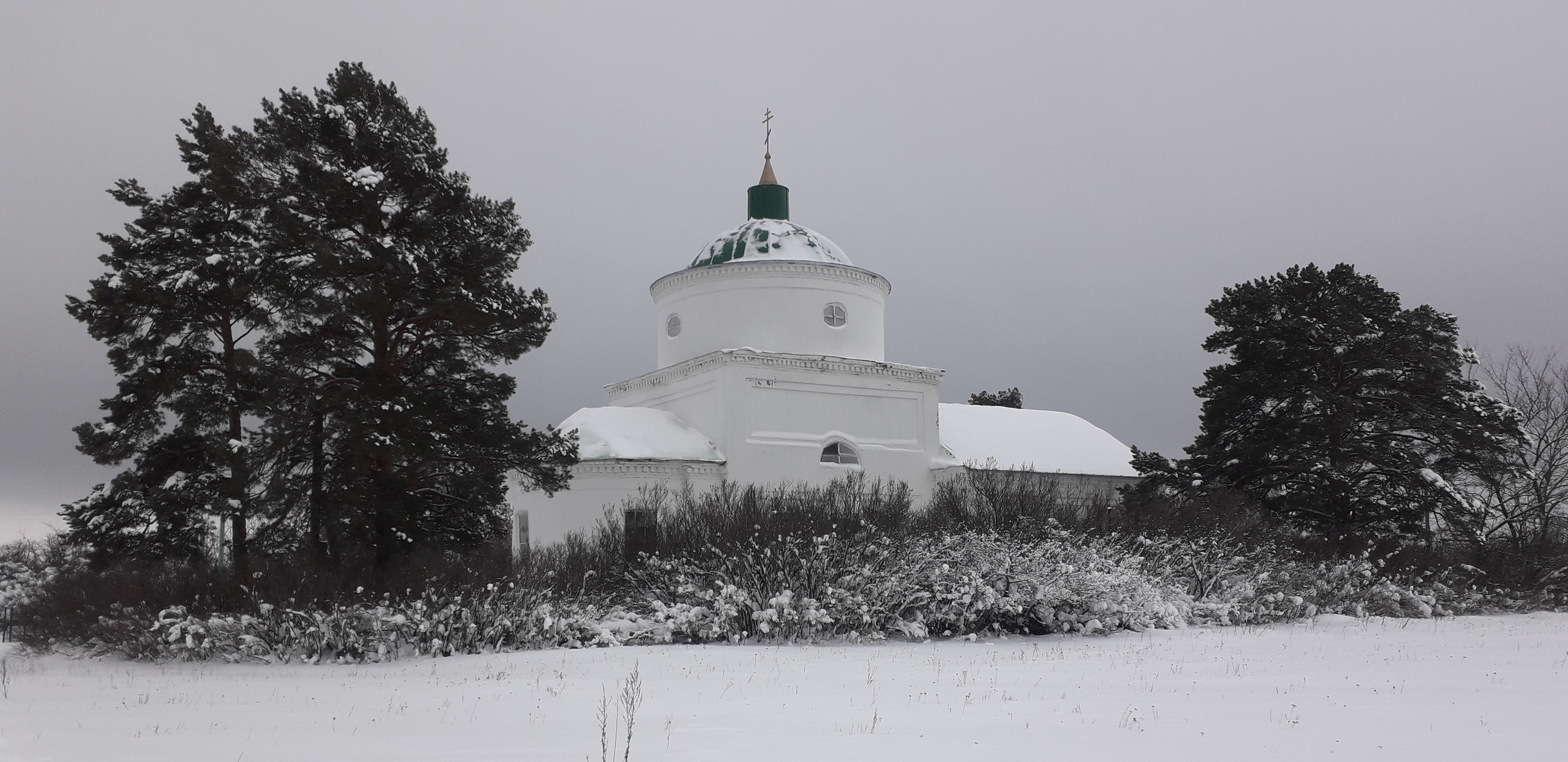
Отреставрированная Церковь Николая Чудотворца

В селе сохранилась православная церковь во имя Николая Чудотворца. Год постройки церкви — 1817. Придел в храме был освящён во имя Святых и Праведных Симеона Богоприимца и Анны Пророчицы. Здание церкви каменное, сохранилось в относительно неплохом состоянии. Изначально имелась отдельностоящая колокольня. В советские годы колокольня была разрушена, церковь использовалась как зернохранилище. В настоящее время храм вновь открыт, в здании ведётся реставрация силами волонтёров из местного населения.

## Известные люди
В Лопуховке родились:
- Владимир Николаевич Воробьёв — протоиерей Русской православной церкви.
- Фёдор Андреевич Васильев — Герой Советского Союза.
- Василий Иванович Культишов — участник Великой Отечественной войны, бывший директор местной школы.
- Щеглов Сергей Александрович - археолог,, член Саратовской Ученой Архивной комиссии (1861-1915)

## Фотогалерея

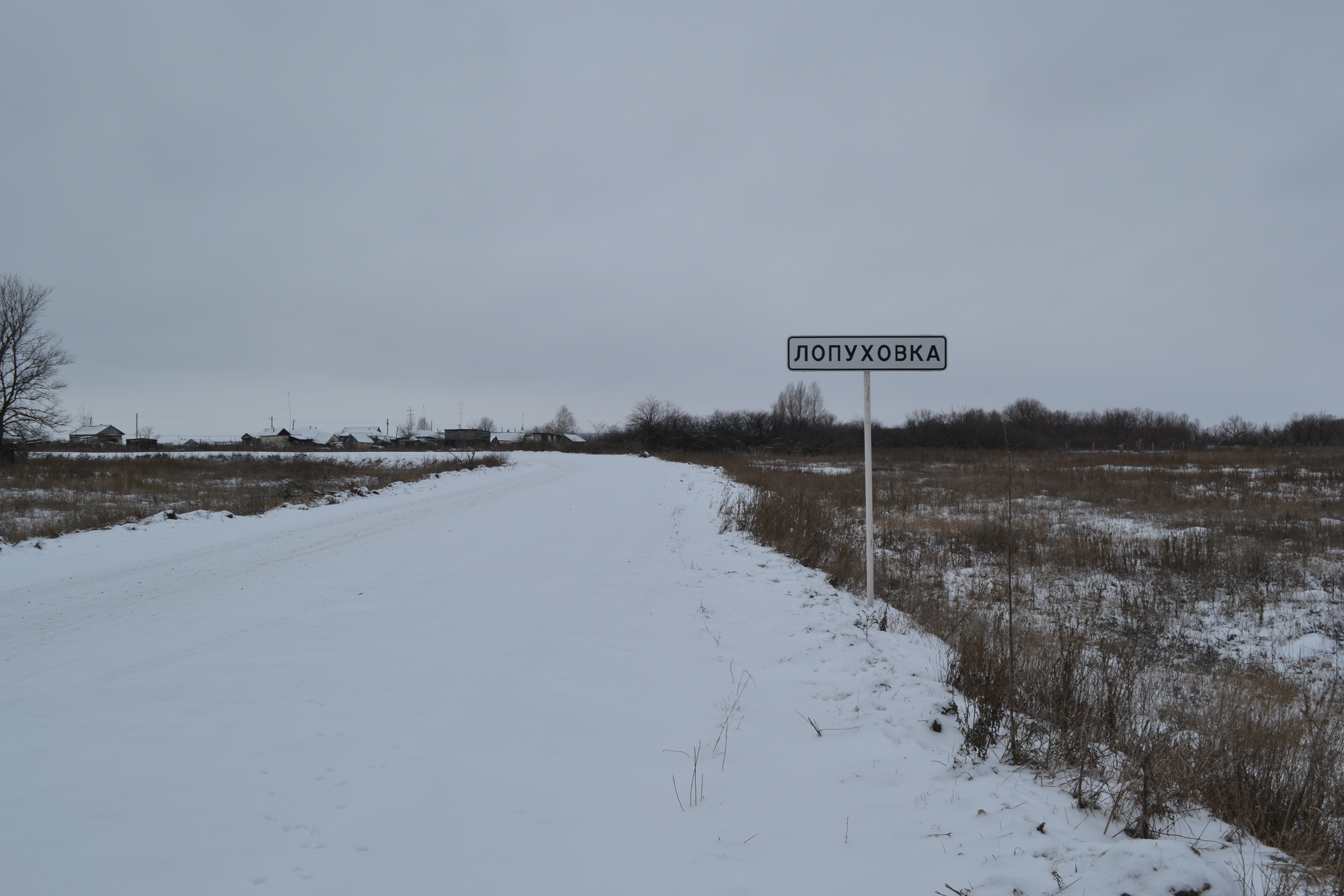
Въезд в село Лопуховка
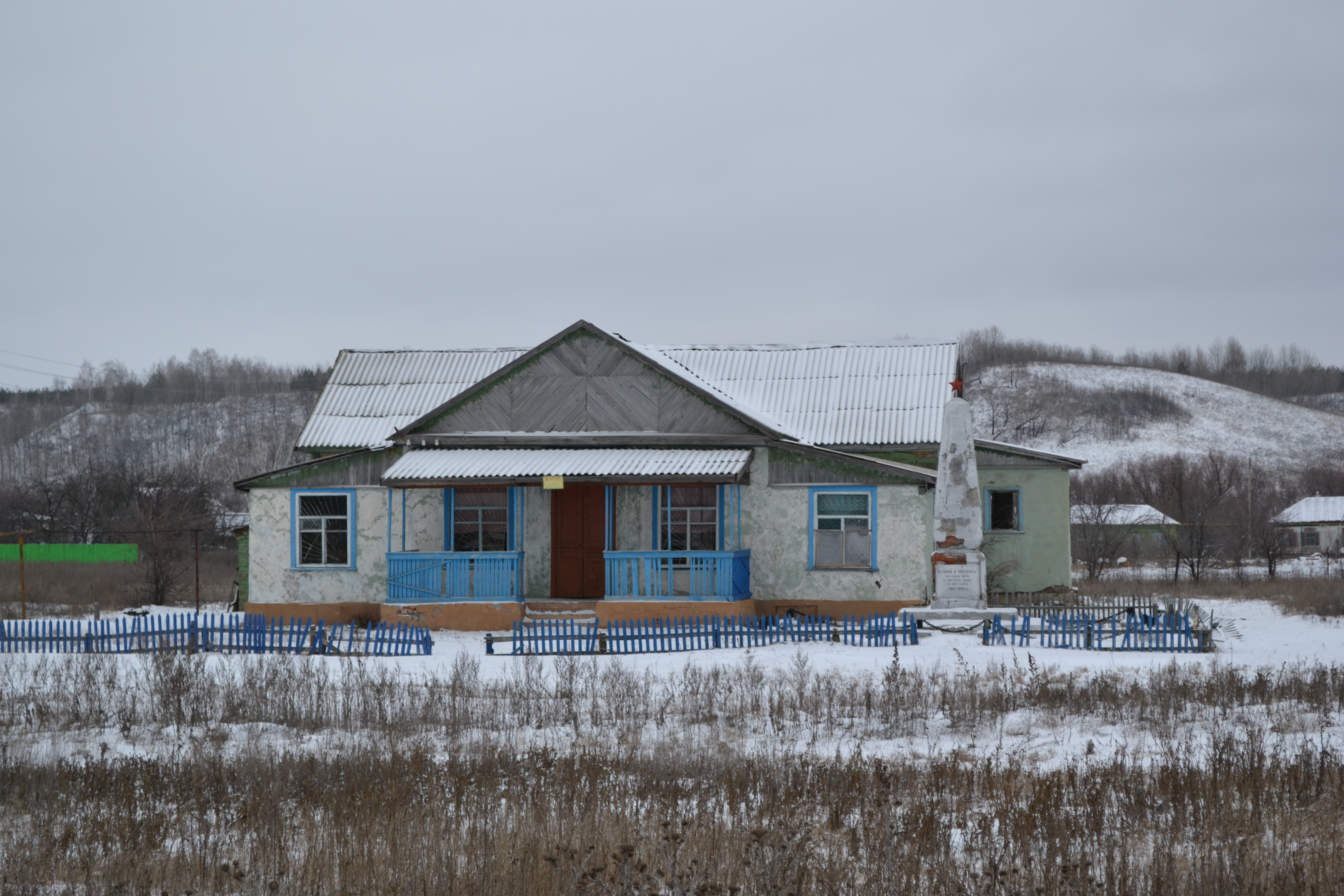
Клуб с.Лопуховка
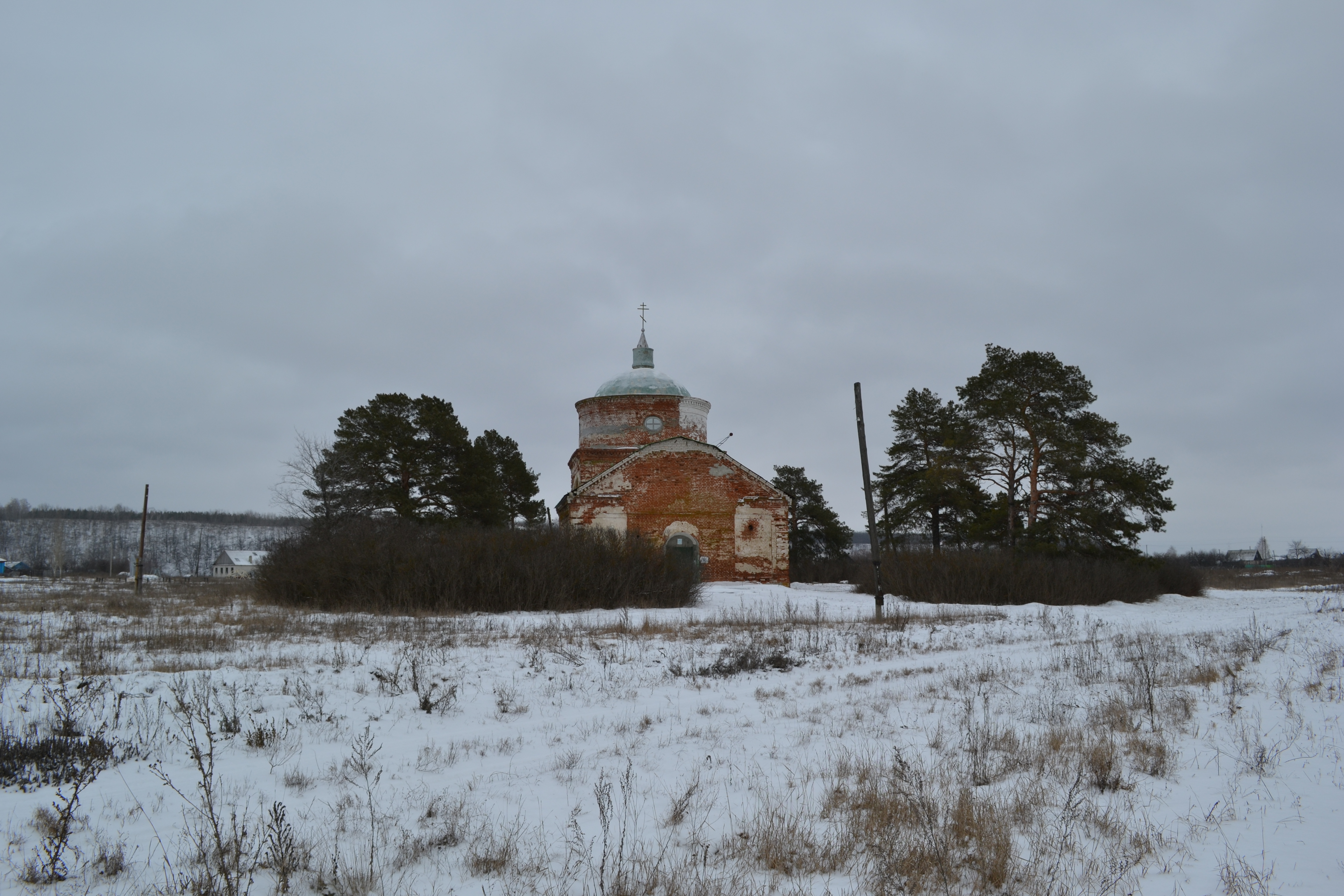
Церковь с.Лопуховка
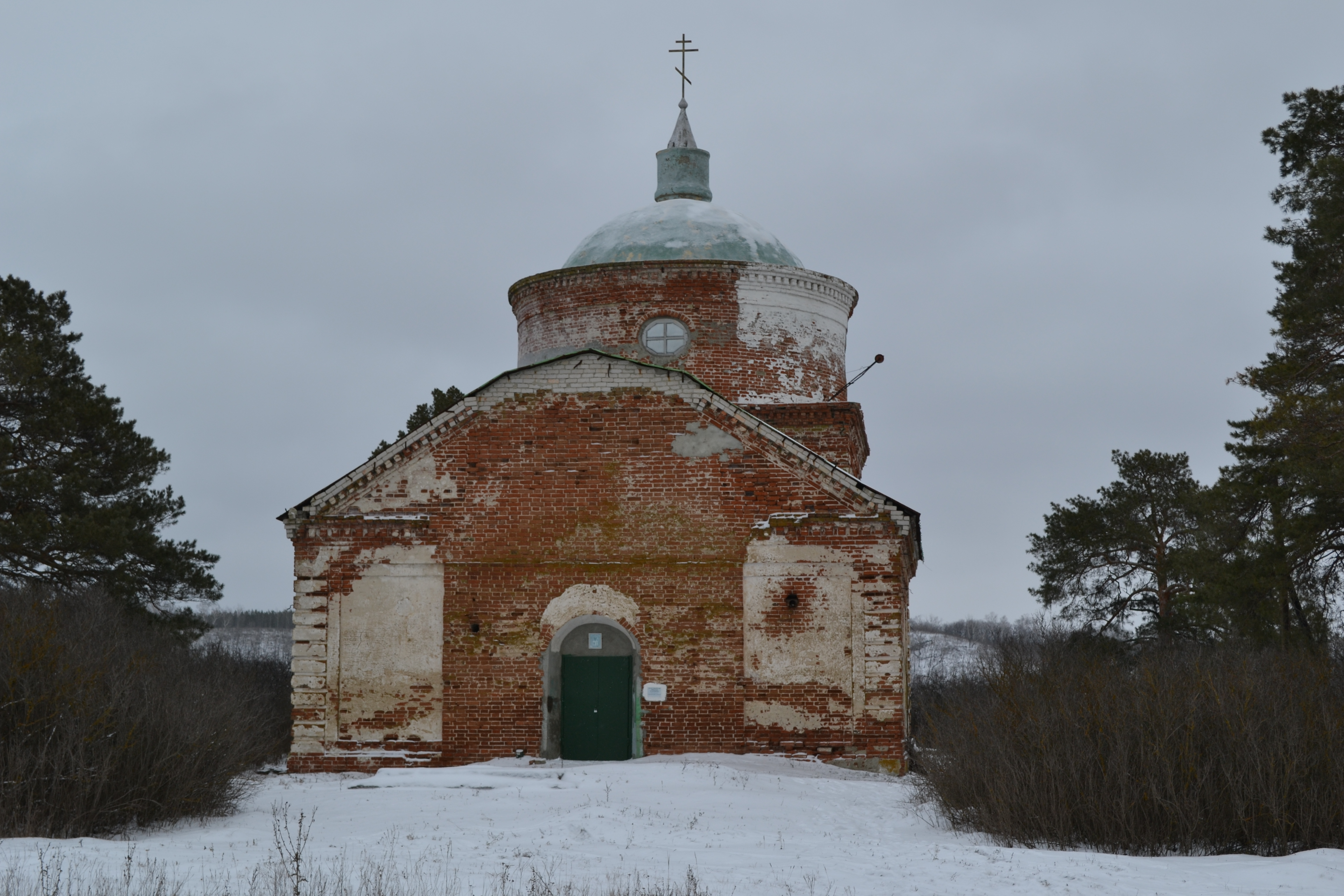
Церковь с.Лопуховка
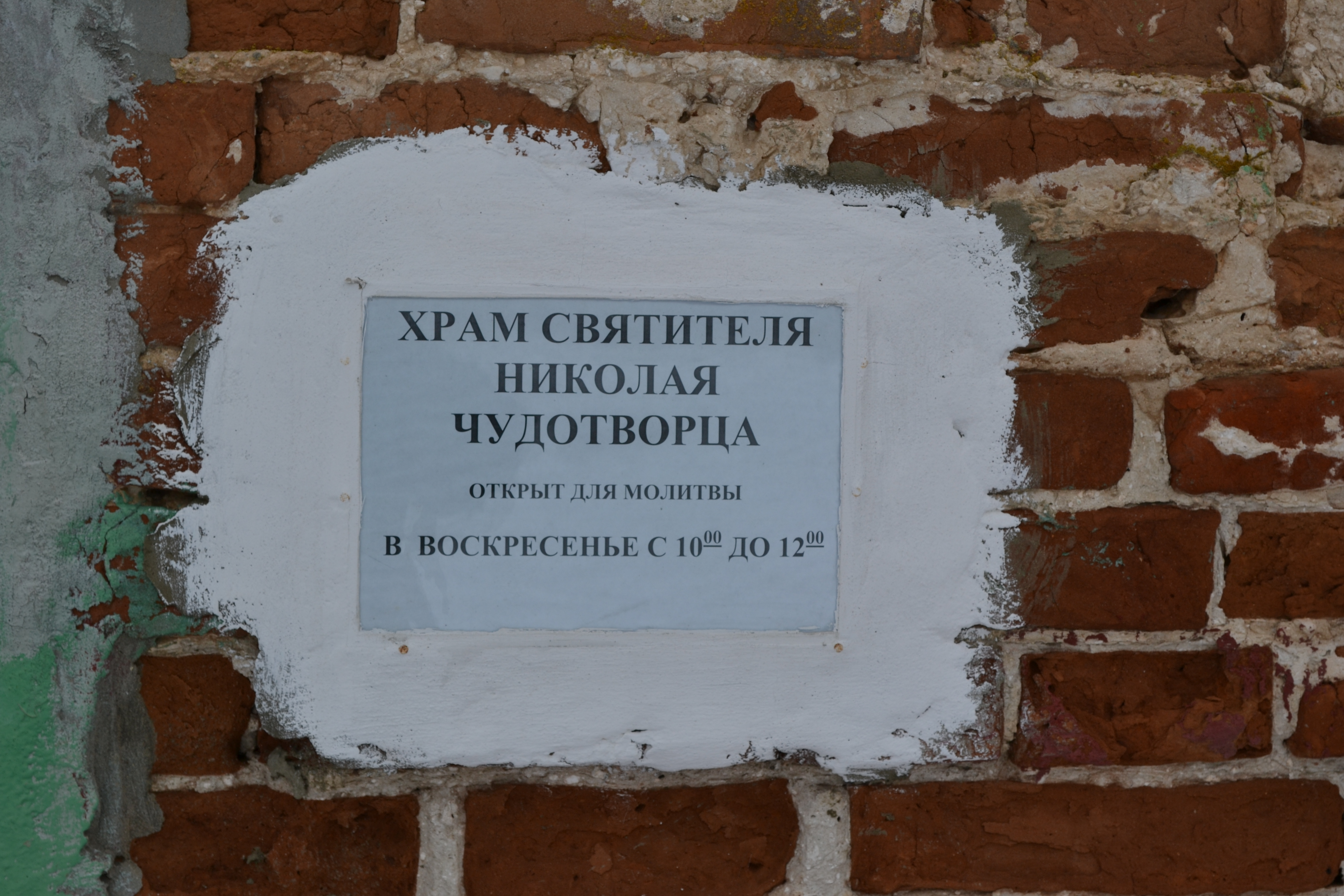
Вывеска на церкви
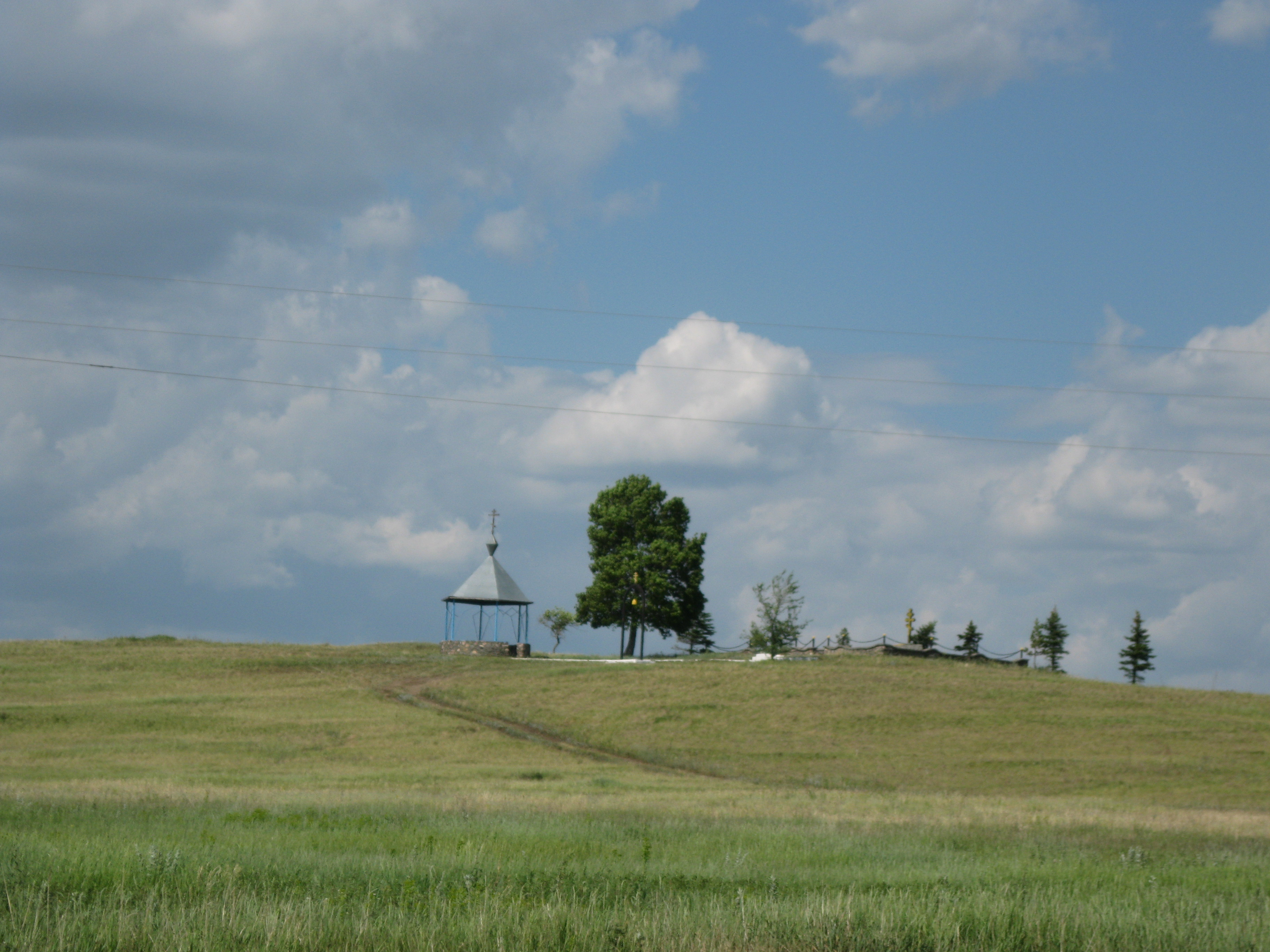
Склеп А.С. Юрьевича. Вид издали.
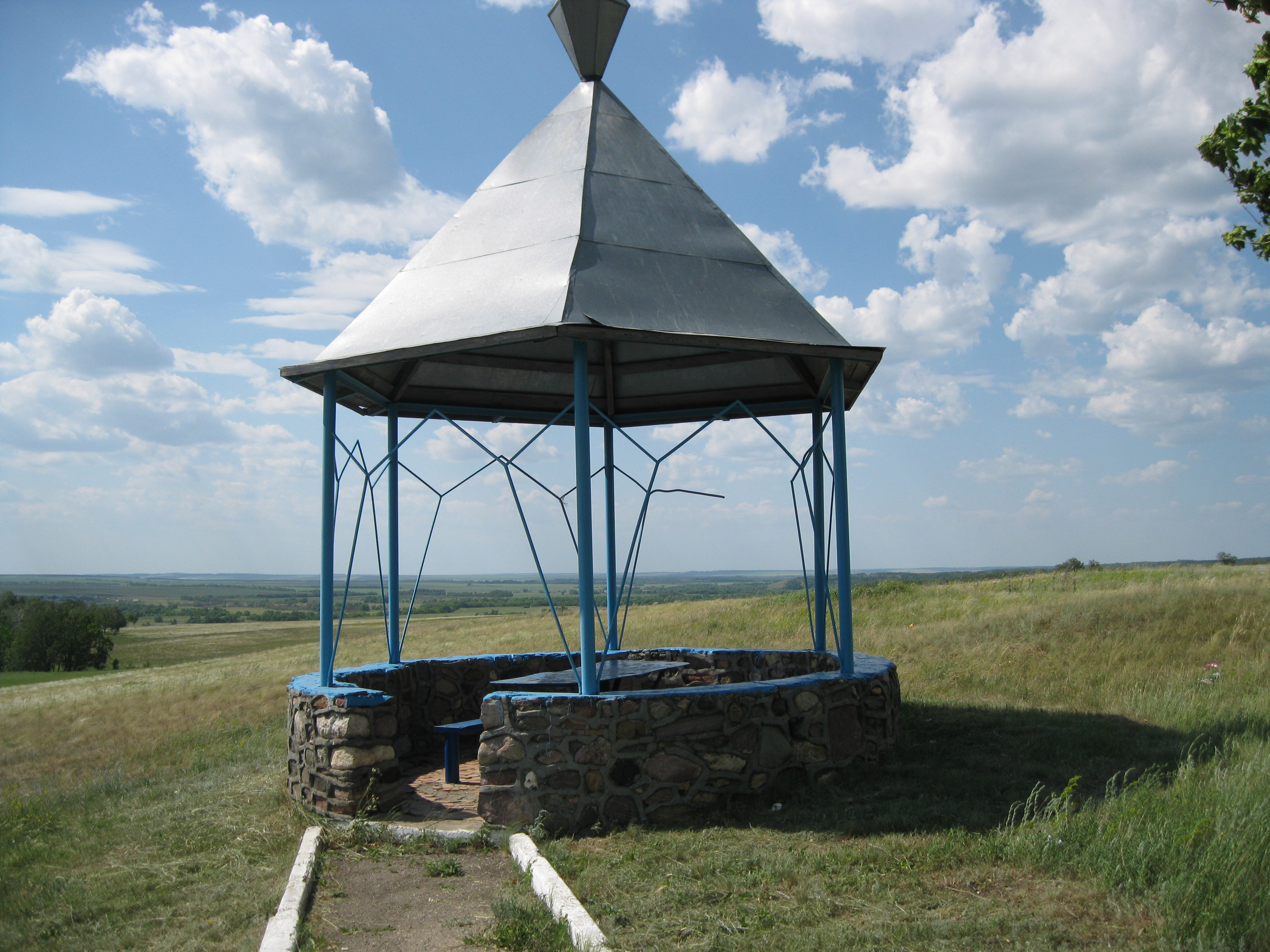
Беседка у Склепа
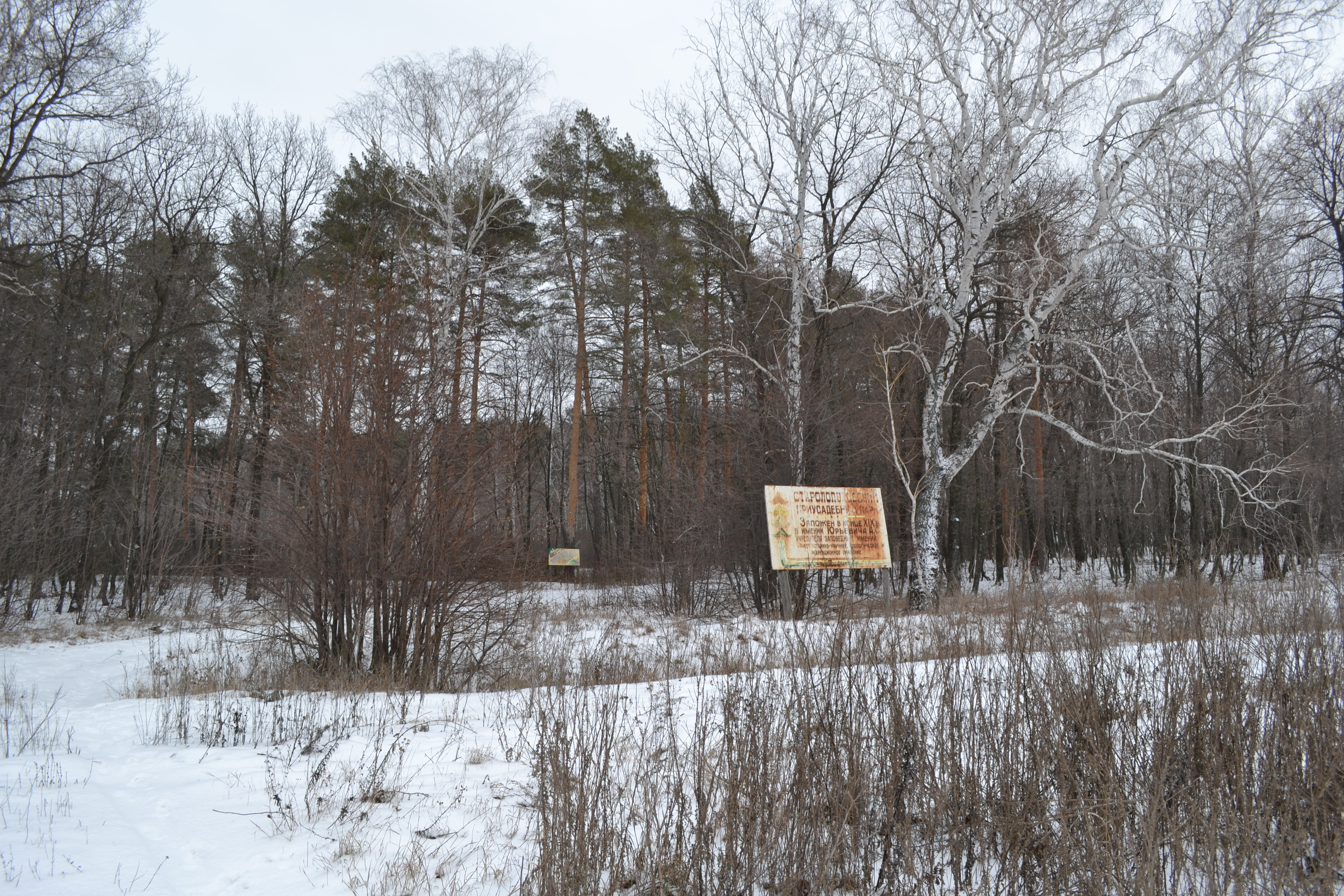
Парк-заповедник
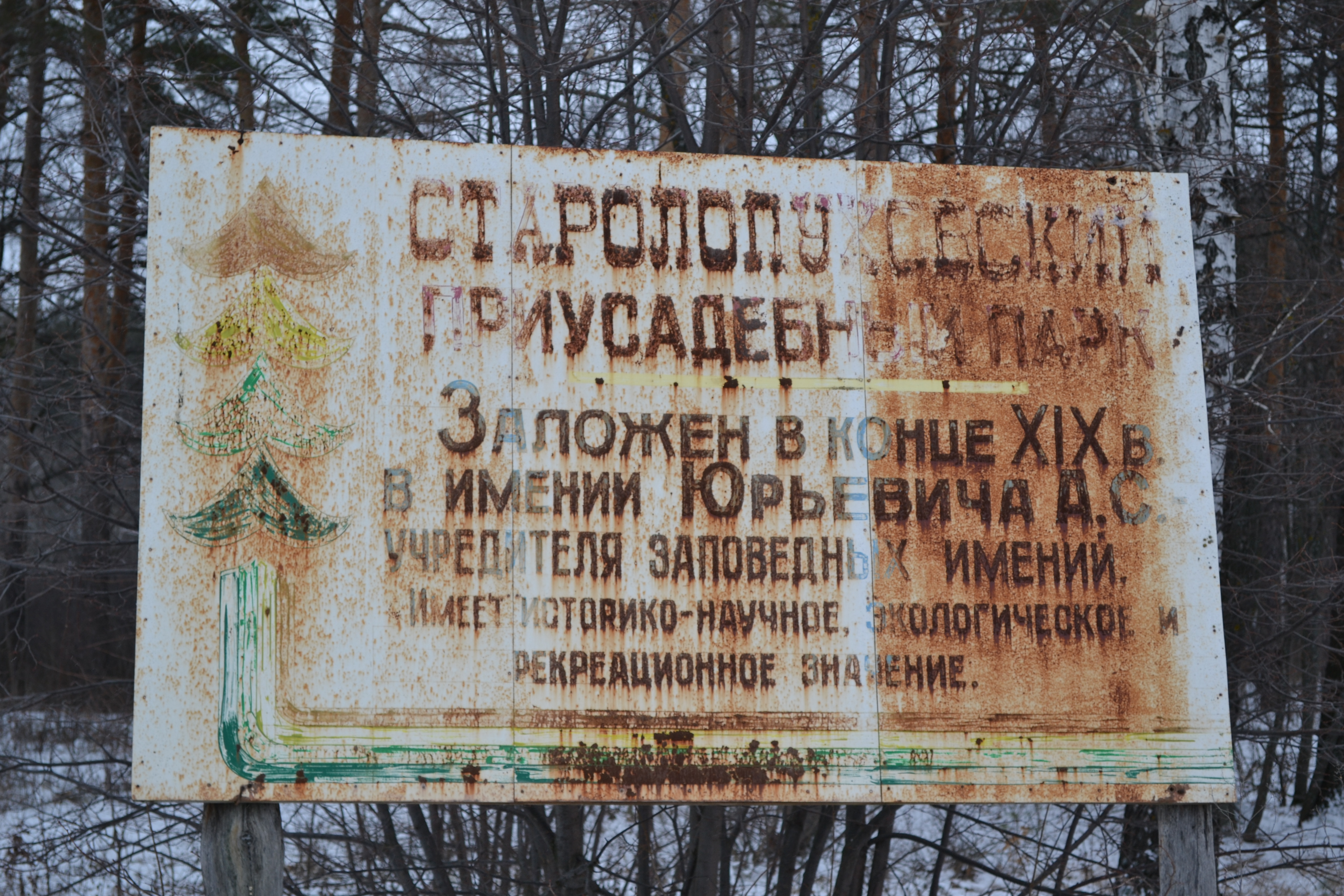
Табличка парка-заповедника
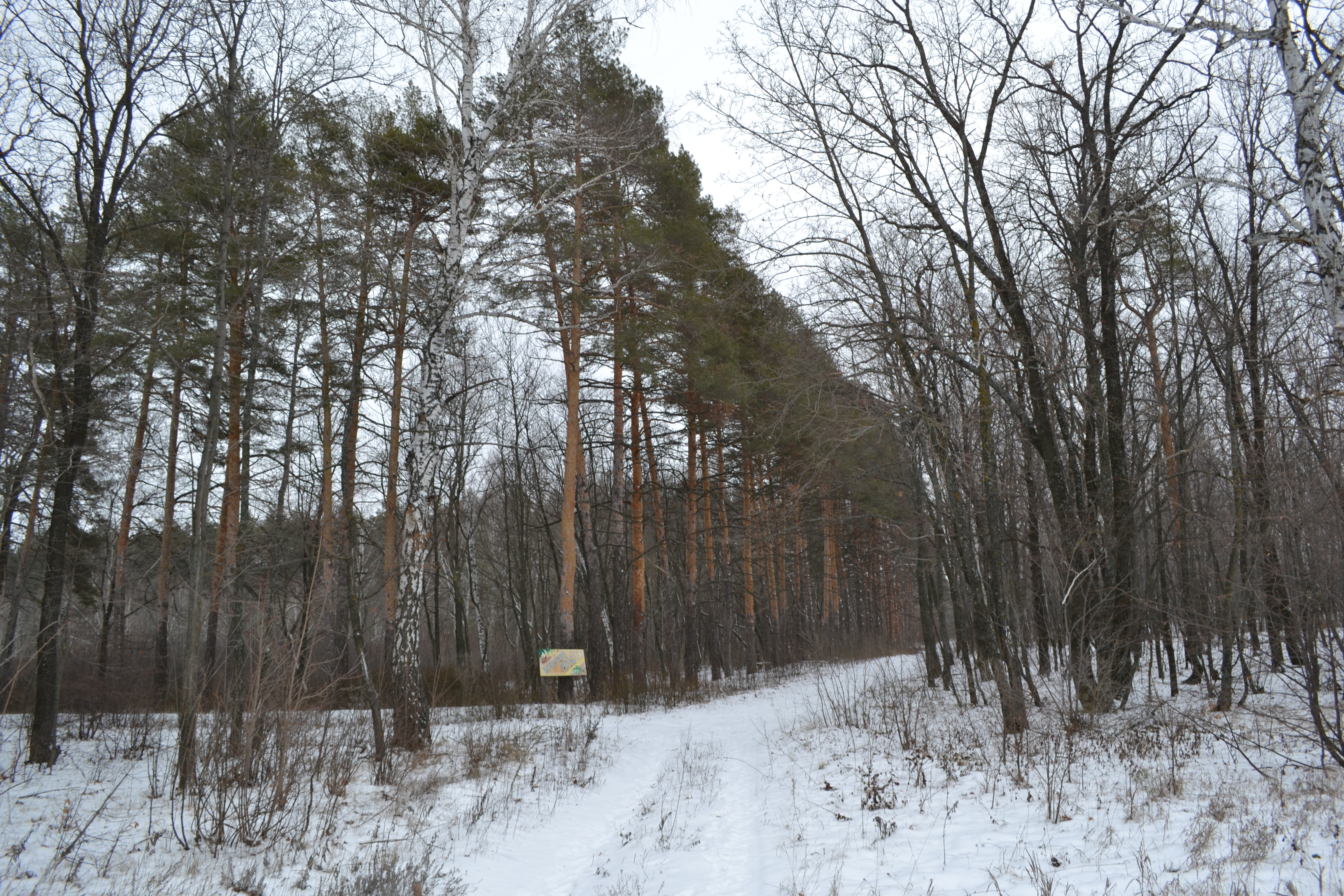
Вековые сосны парка-заповедника
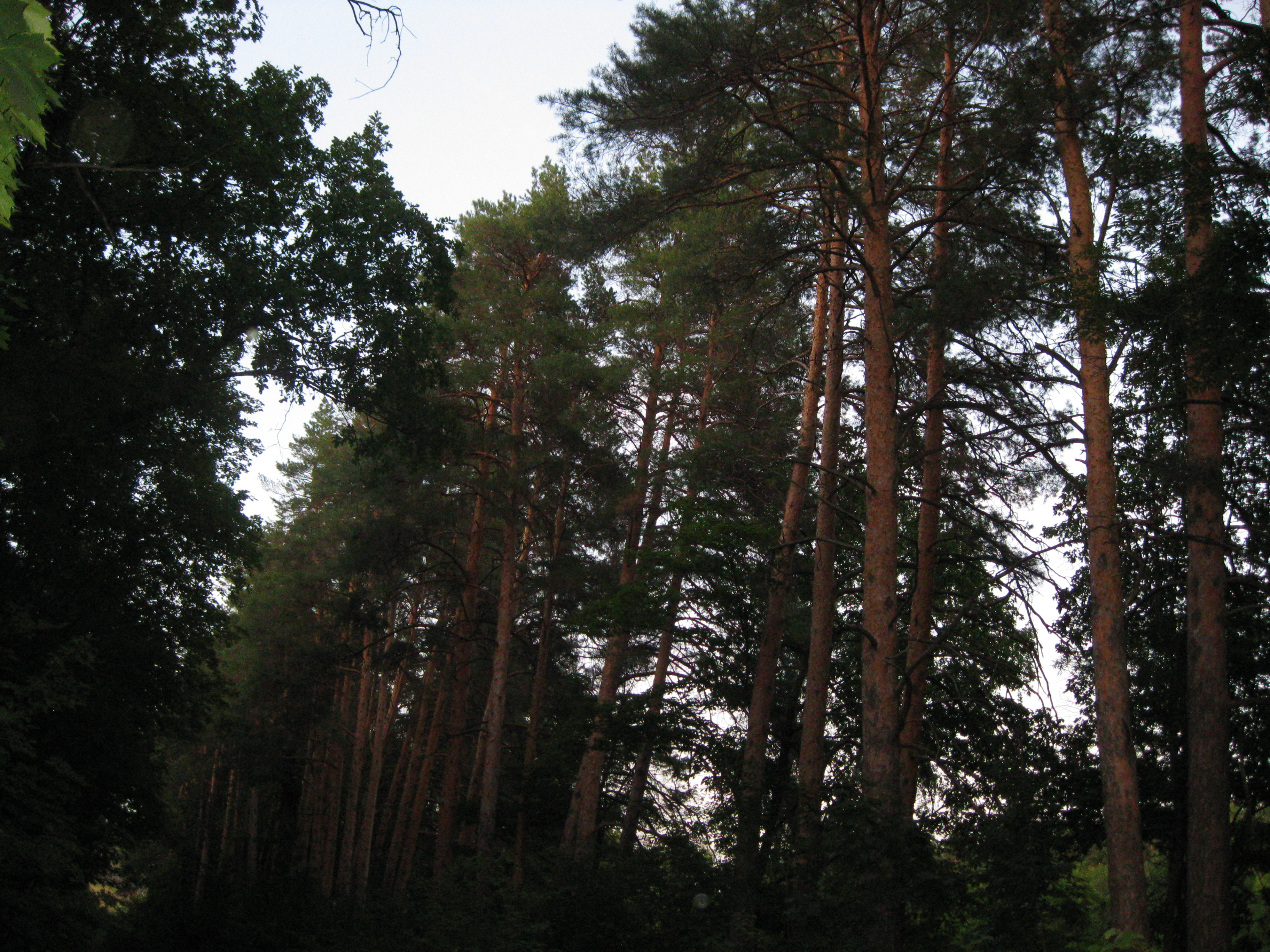
Вековые сосны парка-заповедника
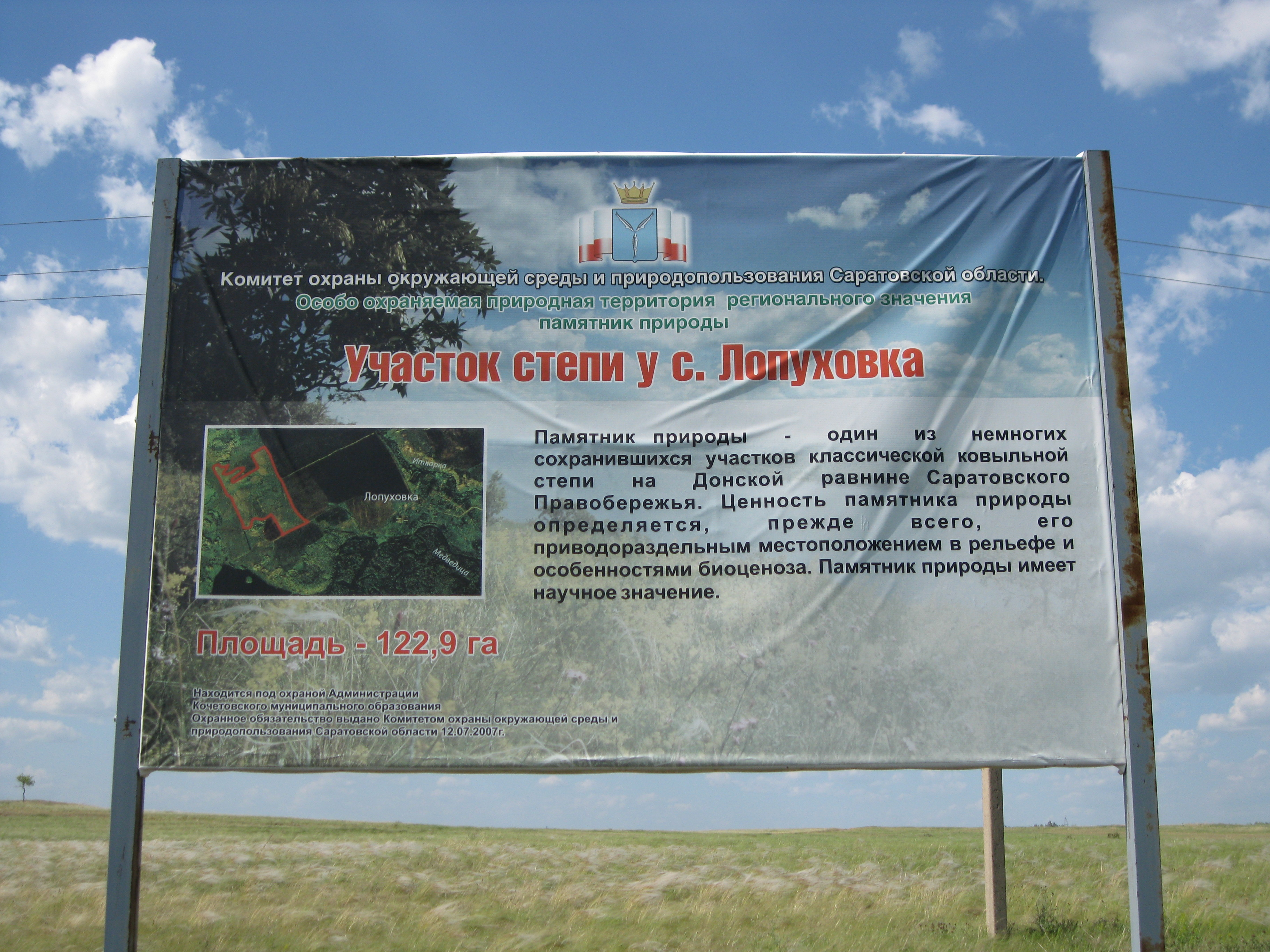
Участок ковыльной степи у с.С.Лопуховка
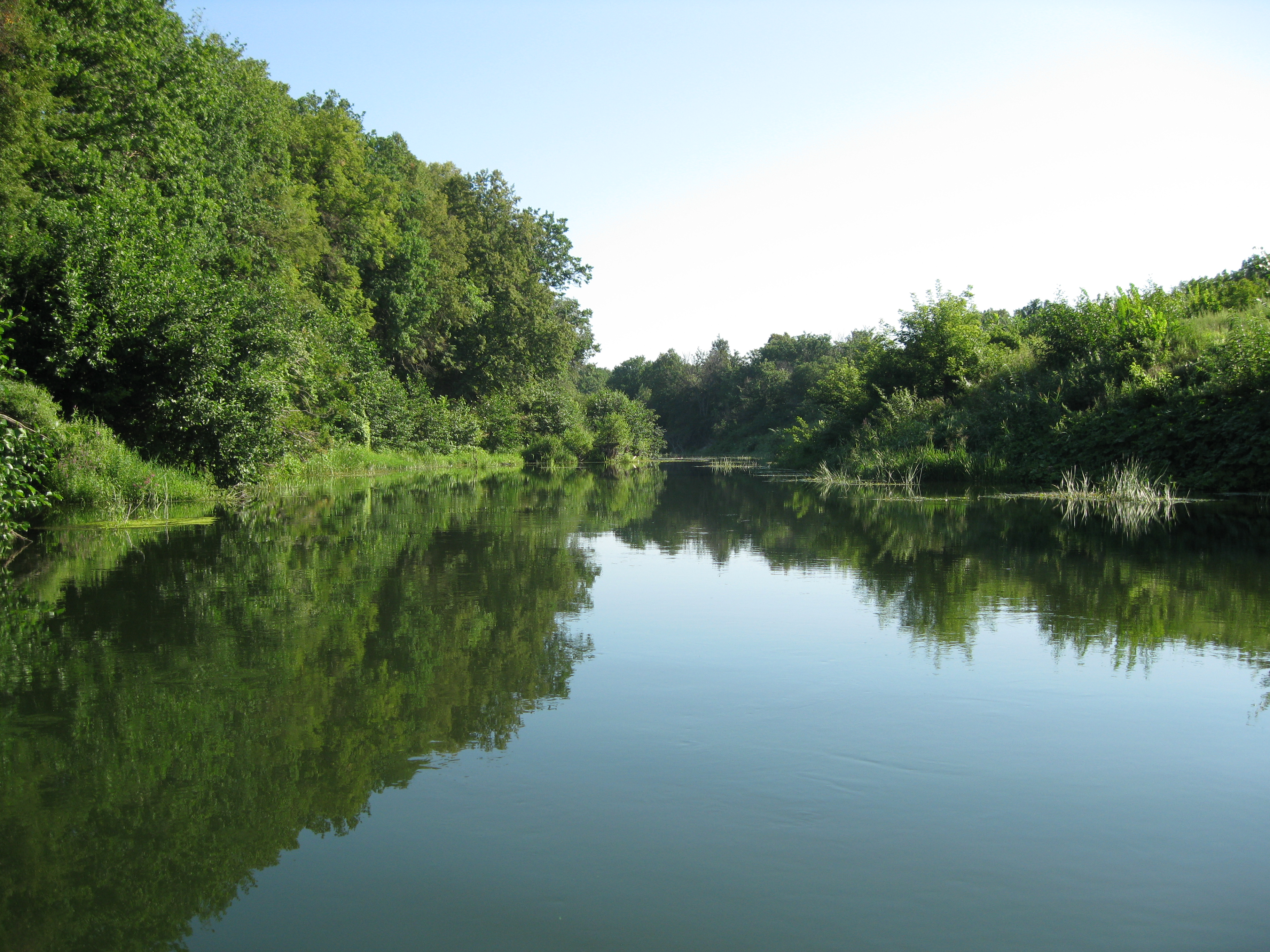
Река Медведица в Лопуховке
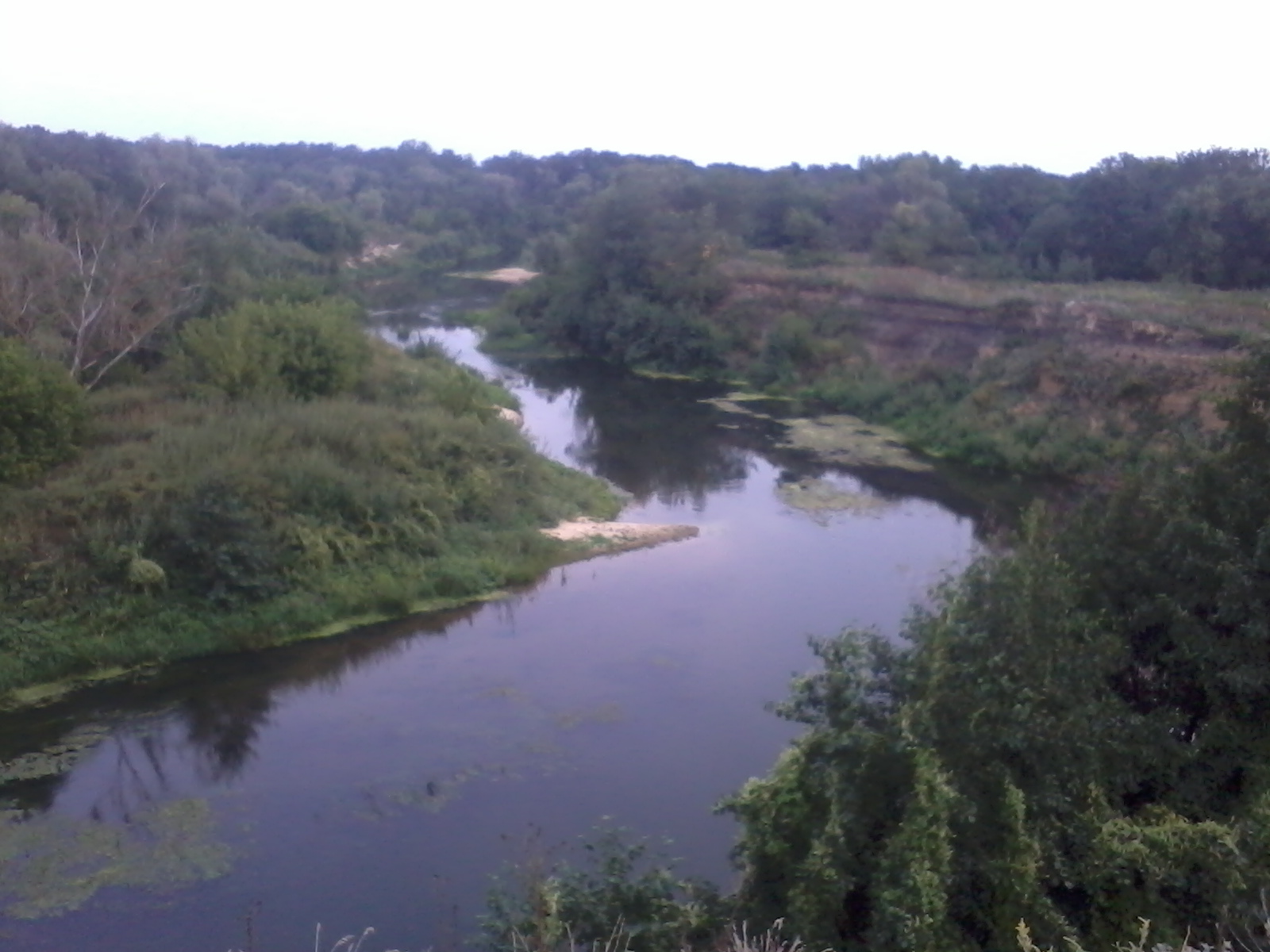
Река Медведица в Лопуховке
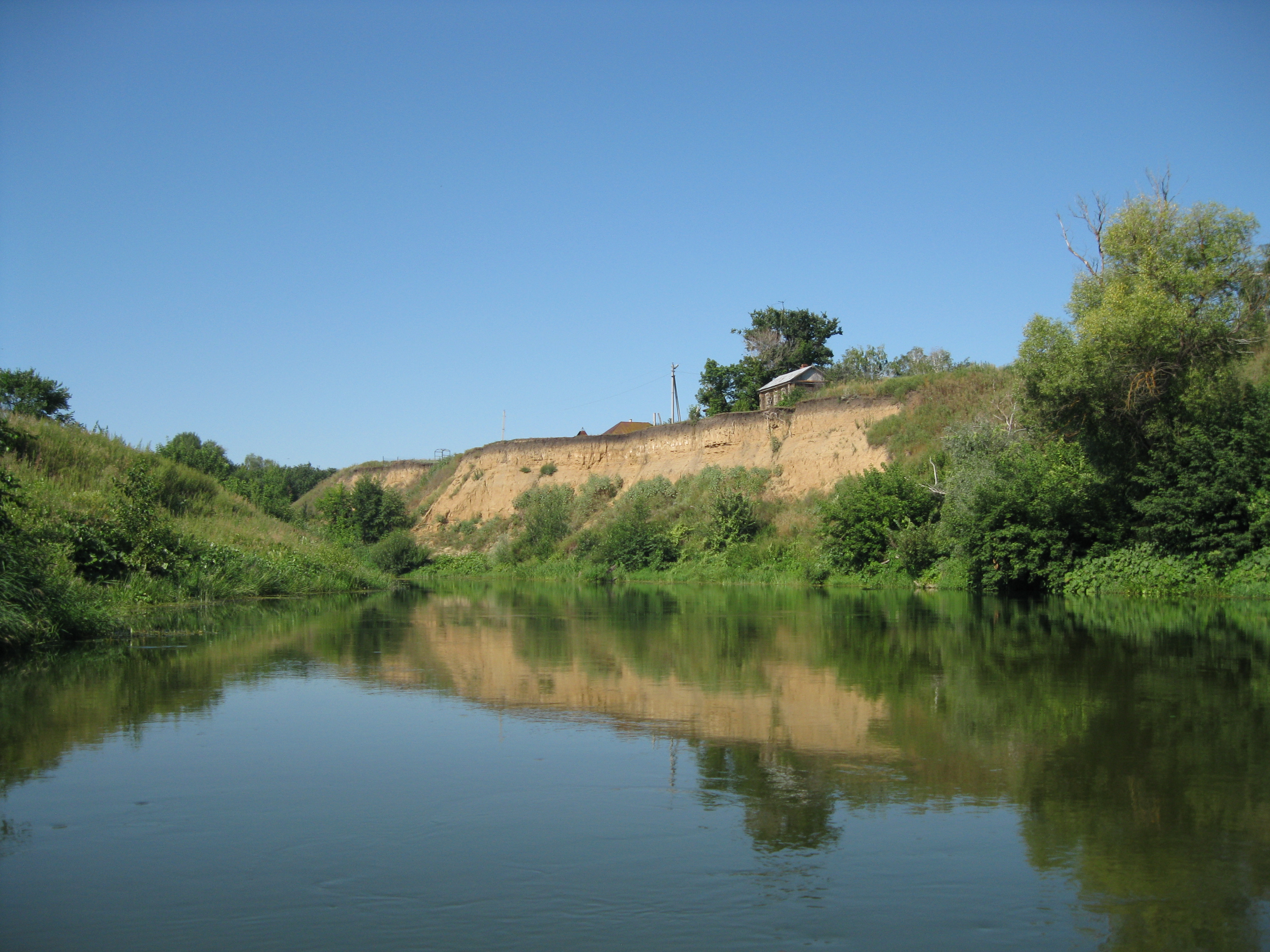
Медведица и Лопуховка (вид с реки)
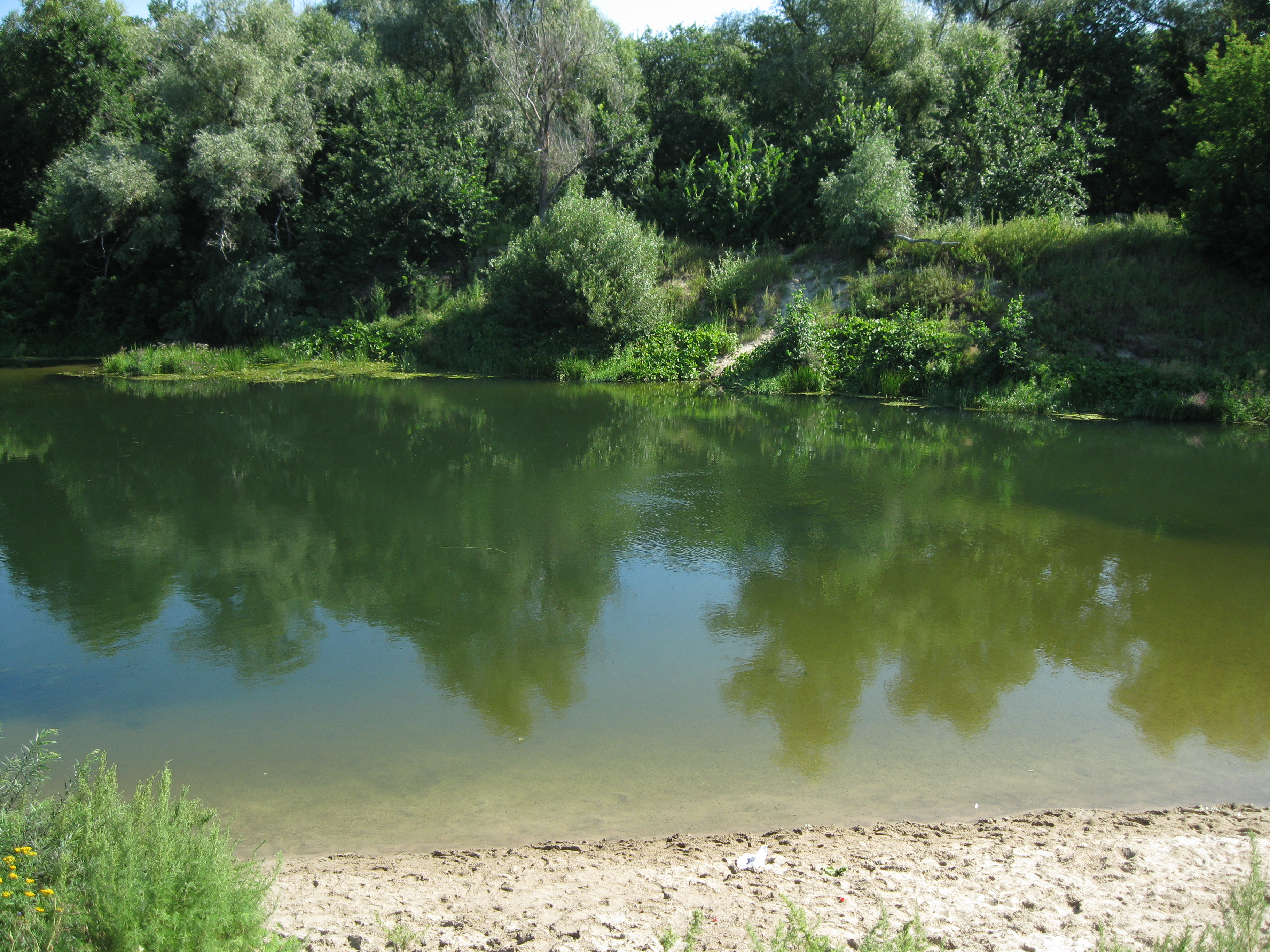
Место, где раньше располагалась мельница